# Ximeno I d'Urrea
Ximeno I d'Urrea (també Eiximèn d'Urrea) (?- v.1196). Noble aragonès del llinatge dels Urrea. Serví al comte Ramon Berenguer IV i al seu fill el rei Alfons II d'Aragó. Estava emparentat amb en Pero Ximénez d'Urrea i amb Ximeno II d'Urrea.
Vers el 1162 Ximeno d'Urrea participà en l'assemblea d'Osca convocada per la reina Peronella d'Aragó després de la mort del seu marit el comte de Barcelona i príncep d'Aragó Ramon Berenguer IV. El 1166 participà en la presa de possessió del rei Alfons II d'Aragó com a comte de Provença després de la batalla de Niça. El 1167 era senyor d'Épila, i com a tal apareix en la confirmació que el rei Alfons II d'Aragó feu a Saragossa de tots els privilegis i furs concedits pels seus antecessors a l'Església, ricshòmnens, ciutats i viles. Encara el 1170 era nomenat com a senyor d'Èpila en la Pau Perpètua de Sahagún. I també ho era el 1180, quan a Ariza el rei Alfons II d'Aragó donà la vila d'Alcanyís a Martín Ruiz d'Açagra, mestre de Calatrava i germà de Pero Ruiz d'Açagra, baró de la Senyoria d'Albarrasí.